# September 1990
Portal Geschichte | Portal Biografien | Aktuelle Ereignisse | Jahreskalender | Tagesartikel

◄ |
19. Jahrhundert |
20. Jahrhundert
| 21. Jahrhundert

◄ |
1960er |
1970er |
1980er |
1990er
| 2000er | 2010er | 2020er | ►

◄ |
1986 |
1987 |
1988 |
1989 |
1990
| 1991 | 1992 | 1993 | 1994 | ►

◄ |
Juni 1990 |
Juli 1990 |
August 1990 |
September 1990 |
Oktober 1990 |
November 1990 |
Dezember 1990 |
►
Dieser Artikel behandelt aktuelle  Nachrichten und Ereignisse im September 1990.

## Tagesgeschehen

### Sonntag, 2. September 1990
- Transnistrien/Sowjetunion: Nachdem die Moldauische SSR im Juni ihre Unabhängigkeit erklärte, wird auf dem Gebiet der Republik Moldaus wenige Tage nach Proklamation der Gagausischen SSR eine weitere Republik ausgerufen. Es handelt sich um die „Sozialistische Sowjetische Moldauische Republik Transnistrien“. Ihr Umfang entspricht etwa 40 % der Fläche der rund 50 Jahre zuvor aufgelösten Moldauischen ASSR. Transnistrer und Gagausier gehen von einer rumänischen Dominanz in einem unabhängigen moldauischen Staat aus.[1]

### Mittwoch, 5. September 1990
- Bogotá/Kolumbien: Im Streit um die mehrfach angekündigte Auslieferung der oberen Führungsebene der heimischen Drogenkartelle an die Vereinigten Staaten gibt der kolumbianische Präsident César Gaviria von der Liberalen Partei nach und garantiert allen Kartellchefs, die sich freiwillig der Strafverfolgung stellen, dass sie von einer Auslieferung an die Vereinigten Staaten verschont bleiben würden. Die Kartelle erpressen diese und ähnliche Zugeständnisse u. a. durch Entführungen.[2]

### Freitag, 7. September 1990

Logo von DT64

- Deutschland: Erstaunt nehmen in der DDR viele Radiohörer zur Kenntnis, dass sie statt des gewohnten Jugendradios DT64 den Rundfunk im amerikanischen Sektor (RIAS) aus West-Berlin empfangen. RIAS übernahm vom DDR-Radio nach geheimer Absprache entsprechend dem Einigungsvertrag zwölf Frequenzen außerhalb Ost-Berlins. Die Legalität der Aktion ist unklar.[3]

### Samstag, 8. September 1990
- Berlin/Deutschland: Der DDR-Minister für Medienpolitik Gottfried Müller (CDU) ordnet nach massiven Protesten aus der Bevölkerung an, dass der Rundfunk im amerikanischen Sektor alle gestern übernommenen UKW-Frequenzen des Jugendradios DT64 zurückgeben muss. Zwölf leidenschaftliche DT64-Hörer erklären daraufhin ihren Hungerstreik für beendet.[4]
- New York/Vereinigte Staaten: Die argentinische Tennisspielerin Gabriela Sabatini besiegt im Finale im Dameneinzel der US Open 1990 die deutsche Titelverteidigerin Steffi Graf in zwei Sätzen.[5]

### Sonntag, 9. September 1990

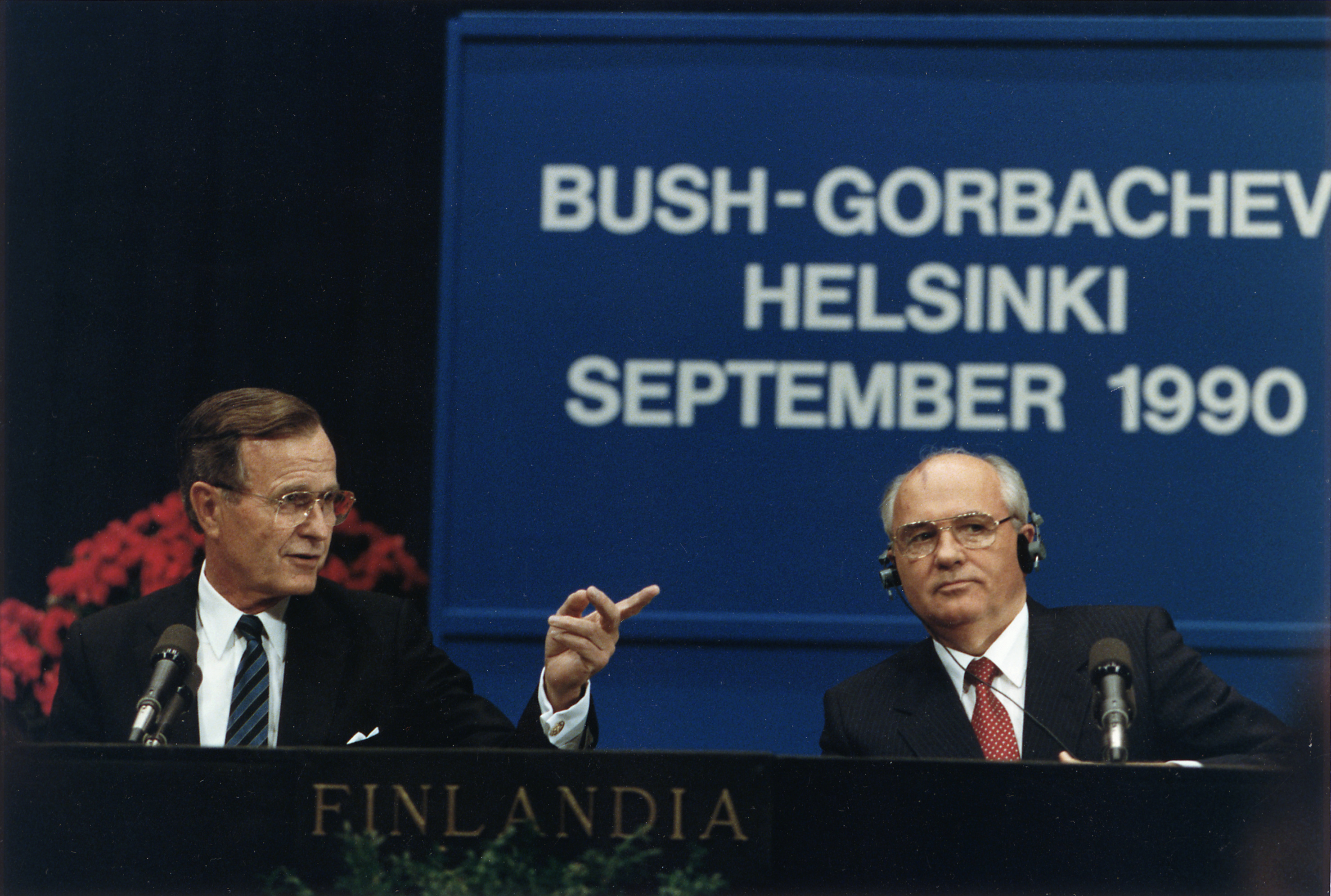
Bush, Gorbatschow

- Helsinki/Finnland: Nach einem Treffen in Helsinki fordern der Präsident der Vereinigten Staaten George Bush und der Präsident der Sowjetunion Michail Gorbatschow den Irak auf, seine Truppen aus seinem Nachbarland Kuwait abzuziehen. Bush betont, dass er Gorbatschow nicht um die Beteiligung der Roten Armee der Sowjetunion an einem möglichen Krieg am Persischen Golf bat, und Gorbatschow formuliert seinen Wunsch nach einer „politischen Lösung“ der Krise.[6]
- New York/Vereinigte Staaten: Der amerikanische Tennisspieler Pete Sampras gewinnt bei den US Open 1990 das Finale im Herreneinzel gegen seinen Landsmann Andre Agassi in drei Sätzen.[7]

### Montag, 10. September 1990
- Jakarta/Indonesien: Für die Nachkriegszeit des kambodschanisch-vietnamesischen Kriegs in Kambodscha mit geschätzt einer Million Todesopfern vereinbaren die Konfliktparteien auf Einladung der Regierung Indonesiens den Schlüssel zur Besetzung eines künftigen obersten exekutiven, judikativen und legislativen Nationalrats für das Land. Formell zog sich Vietnam vor einem Jahr aus Kambodscha zurück.[8]

### Dienstag, 11. September 1990

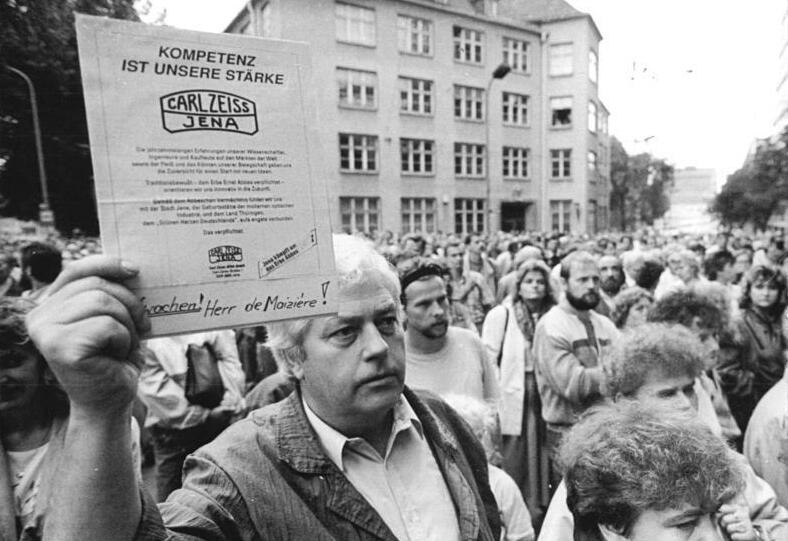
Protest gegen die Treuhand in Jena

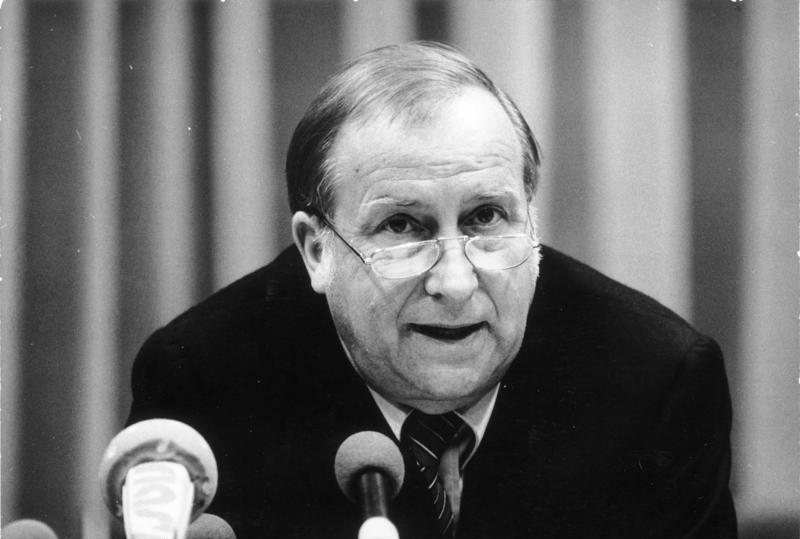
Treuhand-Präsident Detlev K. Rohwedder

- Jena/Deutschland: Auf einer Demonstration fordern Beschäftigte der Carl Zeiss Jena GmbH und deren Angehörige die Rückübertragung der Eigentumsrechte des Unternehmens von der Treuhandanstalt an die Jenaer Carl-Zeiss-Stiftung. 1989 zählte der hiesige Standort des Zeiss-Kombinats 30.000 Angestellte, die Hälfte der arbeitsfähigen Bevölkerung der Stadt.[9]
- Knin/Jugoslawien: In der vorwiegend von ethnischen Serben bewohnten Stadt Knin im Gliedstaat Kroatien erzielen Serben und ethnische Kroaten eine Einigung über die Rückgabe von Waffen, die serbische Zivilisten vor circa einem Monat aus dem Polizeirevier stahlen. In der Folge kam es zu einem Hubschraubereinsatz der kroatischen Polizei, jedoch drängten Piloten der jugoslawischen Luftstreitkräfte die Hubschrauber von der Stadt ab.[10]
- Nordhausen/Deutschland: Die Treuhandanstalt übergibt zum ersten Mal einen volkseigenen Industriebetrieb an einen neuen Eigentümer mit Sitz in der Bundesrepublik Deutschland. Für 50 Millionen D-Mark erhält der Reemtsma-Konzern eine 1817 gegründete Tabakfabrik, die in den letzten Jahrzehnten den Namen „Nortak Nordhausen“ trug. Da es sich um die erste Abwicklung in der Geschichte der Treuhandanstalt handelt, erklingt an diesem Tag auf dem Betriebshof feierliche Blasmusik in Beisein wirtschaftlicher und politischer Prominenz.[11][12]

### Mittwoch, 12. September 1990

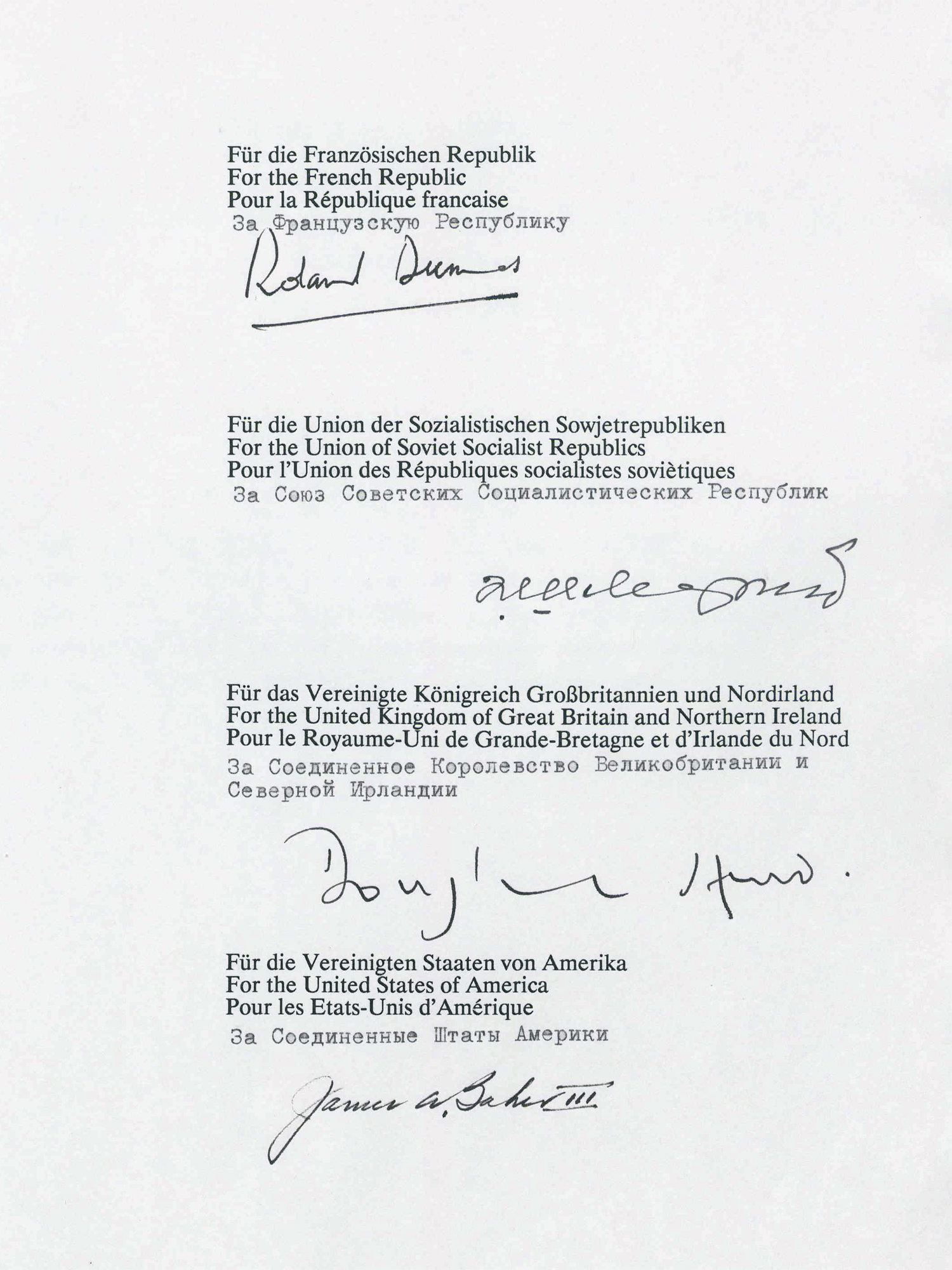
2+4: Diese Unterschriften werden die Einschränkung der Souveränität Deutschlands beenden, wenn die Parlamente es wollen

- Moskau/Sowjetunion: Frankreich, die Sowjetunion, das Vereinigte Königreich und die Vereinigten Staaten unterzeichnen den Zwei-plus-Vier-Vertrag, über den ihre Parlamente in nächster Zeit abstimmen werden. Sobald die letzte der vier Volksvertretungen den Vertrag abgesegnet haben wird, erlangt Deutschland seine staatliche Souveränität zurück, die 1945 ausgesetzt wurde. Neben den genannten Staaten unterschreiben auch die Bundesrepublik Deutschland und die Deutsche Demokratische Republik.[13]
- Ürümqi/China: Die Eisenbahnstrecke zwischen der Hauptstadt des westchinesischen Autonomen Gebiets Xinjiang und der kasachischen Stadt Dostyk in der Sowjetunion ist fertiggestellt. Der Bau der Strecke wurde 1954 vereinbart.[14]

### Donnerstag, 13. September 1990
- New York/Vereinigte Staaten: Der Rundfunkveranstalter NBC strahlt die erste Folge der TV-Serie Law & Order aus, in der es um die Aufklärung von Tötungsdelikten geht, über die in der Presse berichtet wurde.[15]

### Freitag, 14. September 1990

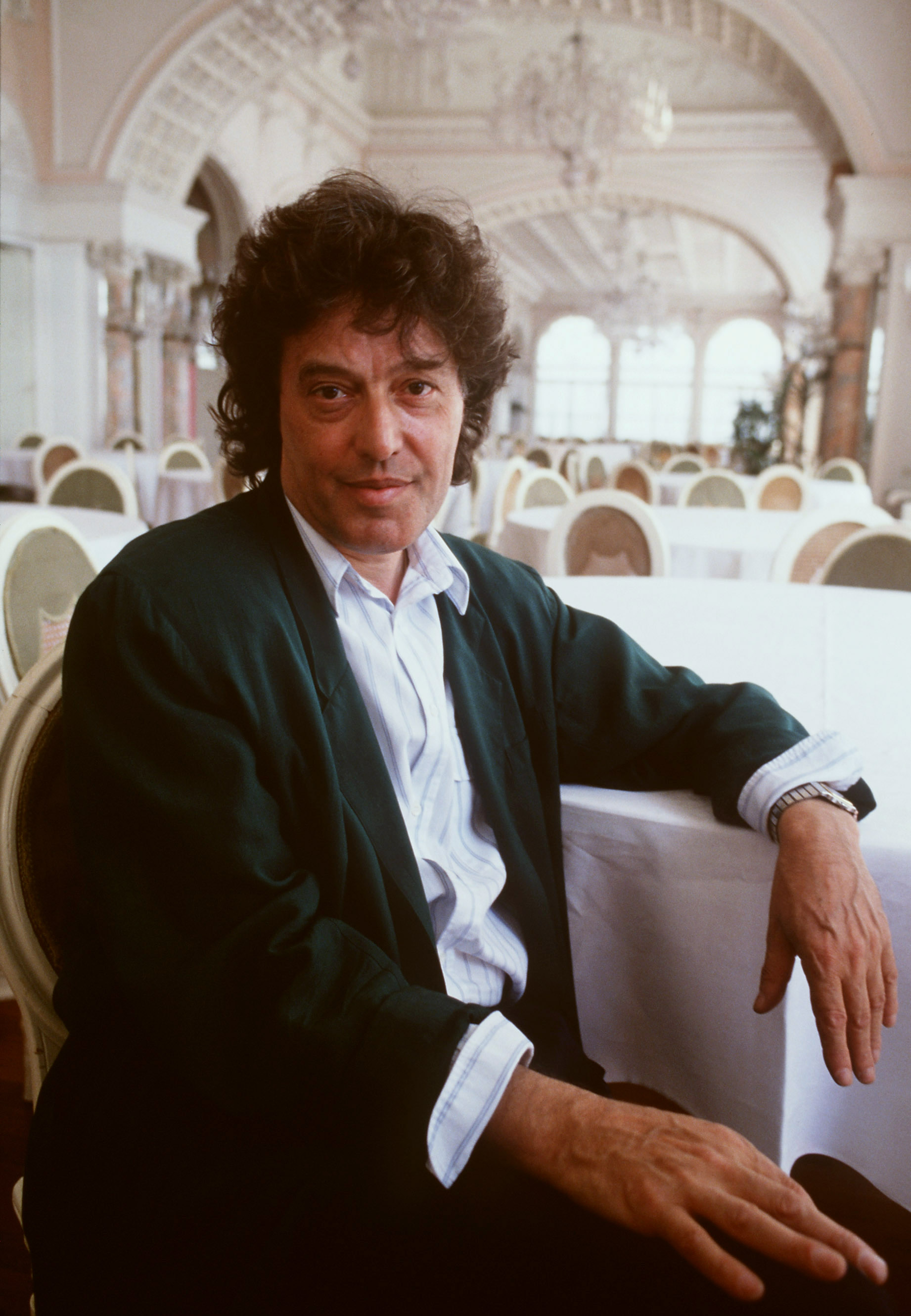
Tom Stoppard

- Bethesda/Vereinigte Staaten: Die National Institutes of Health geben bekannt, dass die vierjährige Ashanti DeSilva heute eine Infusion mit ihren eigenen weißen Blutkörperchen erhielt, darunter befanden sich auch genetische Kopien, die im Gegensatz zu ihren natürlichen Leukozyten den Immundefekt ADA-SCID nicht aufweisen. Der Eingriff ist die erste Gentherapie der Welt.[16]
- Bonn/Deutschland: Der Minister des Auswärtigen Hans-Dietrich Genscher veröffentlicht einen mit dem Ministerpräsidenten der DDR Lothar de Maizière gemeinsam verfassten Brief an die Vertragsparteien des Zwei-plus-Vier-Vertrags über den zukünftigen Umgang mit Enteignungen nach dem Zweiten Weltkrieg, in dem sie noch einmal betonen, dass „Enteignungen auf besatzungsrechtlicher beziehungsweise besatzungshoheitlicher Grundlage (1945 bis 1949) nicht mehr rückgängig zu machen“ seien, und den möglichen Ausgleich der Verluste der Betroffenen als innenpolitische Angelegenheit bezeichnen.[17]
- Budapest/Ungarn: Die dafür geschaffene Staatliche Vermögensagentur beginnt mit der Privatisierung der so genannten "volkseigenen" Wirtschaftsbetriebe des Landes.[18]
- Venedig/Italien: Bei den 47. Internationalen Filmfestspielen von Venedig wird der Film Rosencrantz and Guildenstern Are Dead des 1937 in der Tschechoslowakei geborenen britischen Regisseurs Tom Stoppard mit dem Leone d’Oro prämiert.[19]

### Sonntag, 16. September 1990

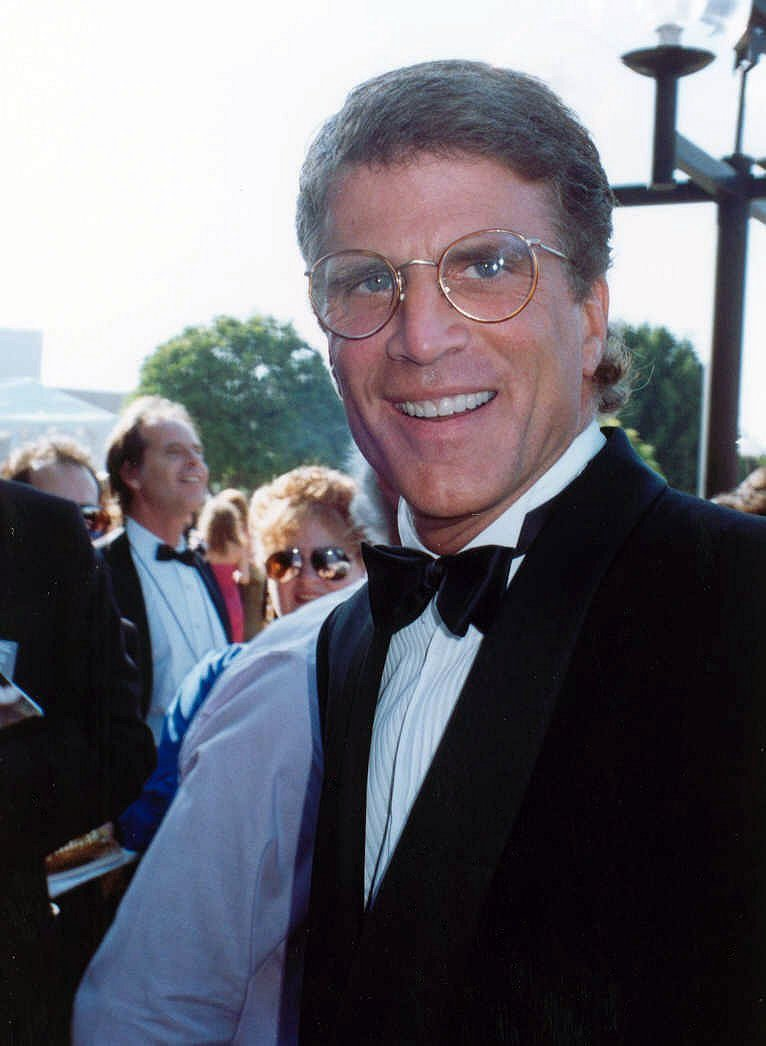
Ted Danson beim Emmy Award

- Pasadena/Vereinigte Staaten: Bei der Verleihung des Fernsehpreises Emmy wird u. a. Ted Danson, Protagonist in der Sitcom Cheers, ausgezeichnet.[20]

### Montag, 17. September 1990
- Berlin/Deutschland: Die stellvertretende Sprecherin der DDR-Regierung Angela Merkel kritisiert, dass ohne Beweise sowohl Minister der Regierung de Maizière als auch deren Bedienstete einer inoffiziellen Mitarbeit beim aufgelösten Ministerium für Staatssicherheit verdächtigt werden. Der Bürgerrechtler Werner Fischer beschuldigte u. a. die Minister Rainer Eppelmann und Klaus Reichenbach, ihre Vergangenheit zu verschleiern. Merkel weist Fischer auf seine Beweispflicht hin.[21]

### Dienstag, 18. September 1990
- Berlin/Deutschland: In den Einigungsvertrag zwischen der Bundesrepublik und der DDR wird eine Regelung aufgenommen, nach der Deutschland sich verpflichtet, das Leid der noch nicht entschädigten jüdischen Opfer der nationalsozialistischen Herrschaft zu entgelten. Die Form der Entschädigung soll mit der Conference on Jewish Material Claims against Germany ausgehandelt werden.[22]
- New York/Vereinigte Staaten: Die Vereinten Nationen nehmen Liechtenstein als neues Mitglied auf.[23]
- Tokio/Japan: Auf der 96. Versammlung des Internationalen Olympischen Komitees wird Atlanta in den Vereinigten Staaten unter sechs Kandidatenstädten die Ausrichtung der Olympischen Sommerspiele 1996 zugesprochen. Da es sich um das hundertjährige Jubiläum der ersten Olympischen Spiele der Moderne in Athen handelt, machten sich auch die Vertreter der griechischen Hauptstadt große Hoffnungen auf den Zuschlag.[24]

### Mittwoch, 19. September 1990

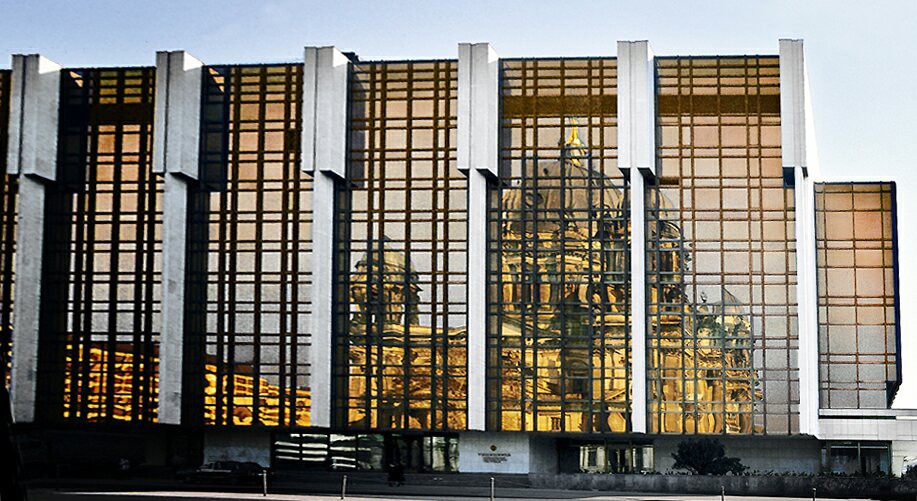
Volkskammer von außen, Teil des Palasts der Republik

- Berlin/Deutschland: Im Bezirk Mitte wird der 1976 erbaute Palast der Republik, in dem auch die Volkskammer tagte, geschlossen. Grund ist das Vorkommen des Baustoffs Asbest.[25]

### Donnerstag, 20. September 1990
- Berlin/Deutschland: Das Parlament der DDR nimmt im so genannten „Haus der Parlamentarier“ den Einigungsvertrag über den Beitritt der DDR zur Bundesrepublik Deutschland an.[26]
- Bonn/Deutschland: Der Deutsche Bundestag nimmt den Einigungsvertrag über den Beitritt der DDR zur Bundesrepublik Deutschland an.[27]

### Freitag, 21. September 1990
- Bukarest/Rumänien: Ein Tribunal des Obersten Militärgerichts verurteilt Nicu Ceaușescu zu 20 Jahren Haft. Der Verurteilte war Jugendminister in der Sozialistischen Republik Rumänien und ist der jüngste Sohn des über 24 Jahre hinweg herrschenden Diktators Nicolae Ceaușescu, der im Dezember 1989 hingerichtet wurde.[28][29]

### Sonntag, 23. September 1990
- Bern/Schweiz: In einer Volksabstimmung lehnen die Stimmberechtigten das Anliegen der Volksinitiative „für den Ausstieg aus der Atomenergie“ ab, sie stimmen hingegen für den Bundesbeschluss über den Energieartikel in der Verfassung, für eine Änderung im Strassenverkehrsgesetz und für eine Volksinitiative, die ein Moratorium beim Bau von Kernkraftwerken verlangt.[30]

### Dienstag, 25. September 1990
- New York/Vereinigte Staaten: Der Sicherheitsrat der Vereinten Nationen beschließt in seiner Resolution 670 die vollständige Sperrung des Luftraums über dem Irak, der einen Abzug seiner Truppen aus Kuwait auch sechs Wochen nach der gewaltsamen Machtübernahme in seinem südlichen Nachbarland noch immer verweigert.[31]

### Donnerstag, 27. September 1990
- Berlin/Deutschland: Die Sozialdemokratische Partei Deutschlands (SPD) in der Bundesrepublik und die SPD in der DDR beginnen ihren zweitägigen Vereinigungsparteitag.[32]

### Freitag, 28. September 1990
- Berlin/Deutschland: In der Volkskammer treten Parlamentarier aus den Fraktionen der Sozialdemokratischen Partei in der DDR und Bündnis 90/Grüne in den Sitzstreik, weil sich das Parlament nicht entschließen kann, die Mitgliedschaft einzelner Abgeordneter in dem inzwischen aufgelösten Ministerium für Staatssicherheit/Amt für Nationale Sicherheit („Stasi“) offenzulegen. Einige der ehemaligen Mitglieder erklären daraufhin freiwillig ihre „Stasi“-Mitarbeit.[33]
- Berlin/Deutschland: Die Volkskammer beschließt für das DDR-Justizwesen ein Gesetz zum teilweisen Straferlass. Ein unabhängiger Ausschuss soll sich all der Urteile annehmen, die vor Juli dieses Jahres ergingen. Im Fokus des Straferlasses stehen die so genannten politischen Gefangenen, die für ihr politisches und weltanschauliches Wirken v. a. gegen den Zustand der Gesellschaft bestraft wurden.[34]
- Deutschland, Liechtenstein, Österreich, Schweiz: Die tragbare Spielkonsole Game Boy des japanischen Herstellers Nintendo ist ab heute in Europa, darunter die Länder mit überwiegend deutschsprachiger Bevölkerung, erhältlich. Im Gegensatz zu Nintendos tragbarer Spielkonsole Game & Watch mit jeweils einem Spiel kann der Game Boy mehrere Spiele laden.[35]

## Weblinks

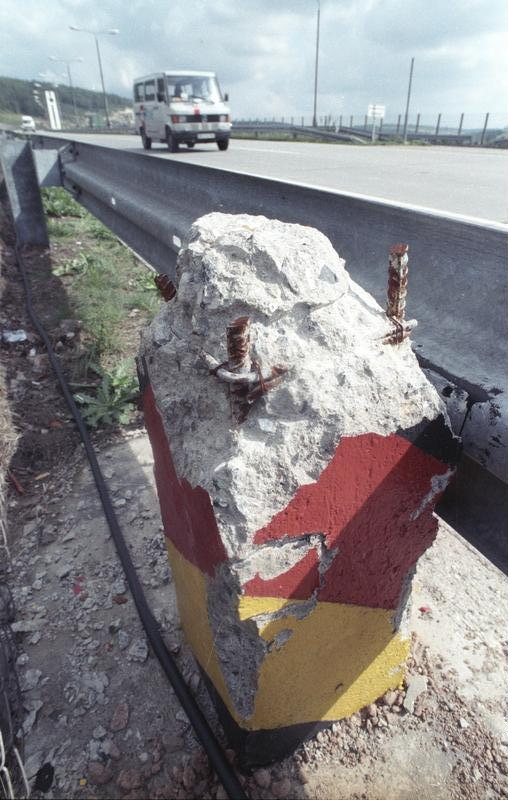
Bezirk Erfurt im September 1990

### Samstag, 29. September 1990
- Karlsruhe/Deutschland: Das Bundesverfassungsgericht fordert den Bundestag auf, das Wahlgesetz für die kommende gesamtdeutsche Bundestagswahl zu ändern. Die Wahl wird erstmals in 16 Ländern stattfinden. Die Richter stellen u. a. fest, dass es eine separate Sperrklausel von 5 % für das Gebiet der westdeutschen Länder sowie eine für das Gebiet der heutigen DDR geben muss.[36][37]